# China Southwest Airlines

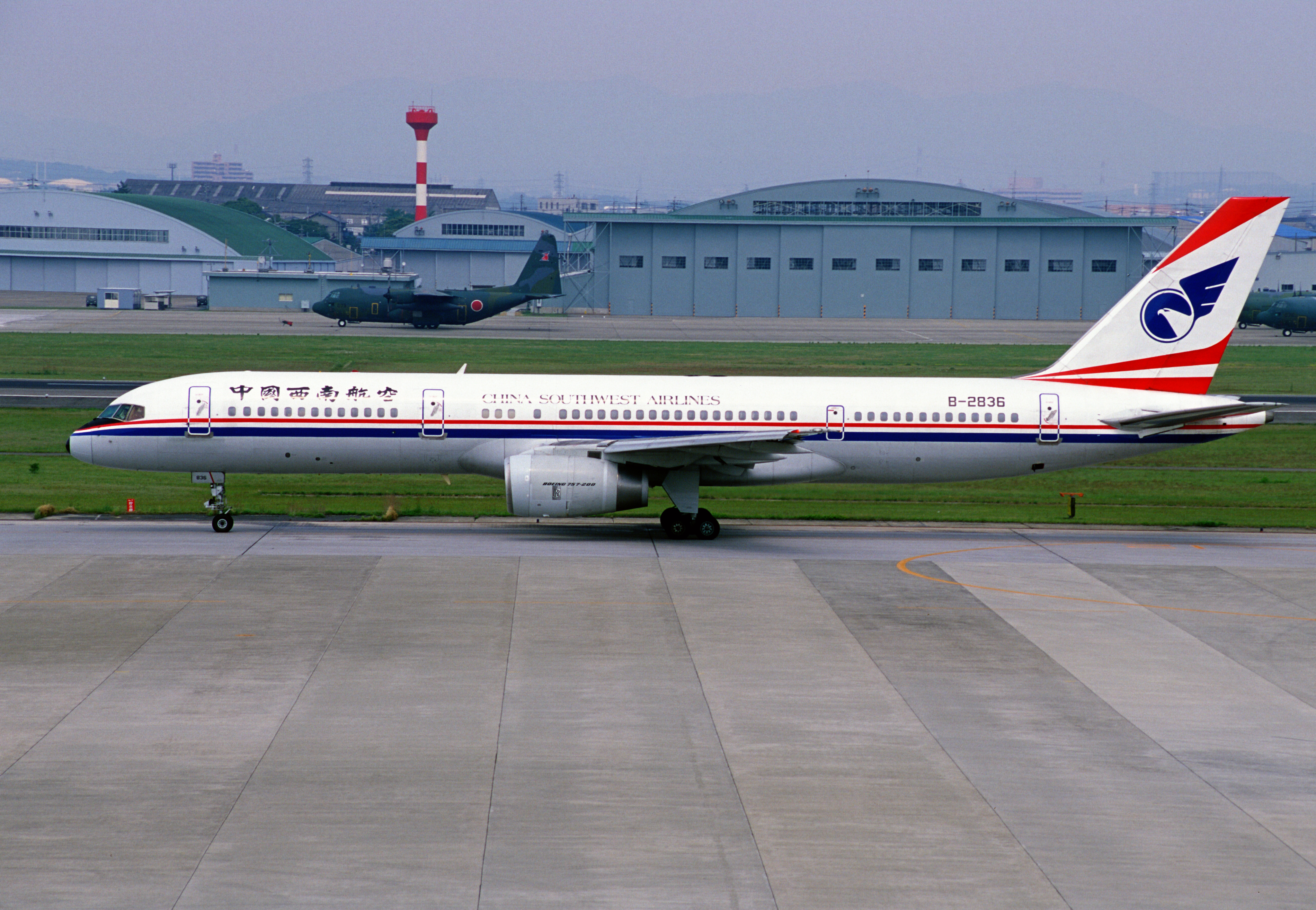
China Southwest Airlines Boeing 757-2Z0

China Southwest Airlines war eine Fluggesellschaft mit Sitz im Flughafen Chengdu-Shuangliu in der Volksrepublik China. Sie ging als eine von sechs neuen Fluggesellschaften aus der 1988 aufgelösten CAAC Airlines hervor. Für Langstreckenflüge hatte zunächst Air China das Monopol. Die anderen fünf Gesellschaften waren für Inlandsflüge und den Verkehr im asiatischen Raum zuständig.
Im Jahre 2002 fusionierte China Southwest Airlines mit Air China.

## Flotte

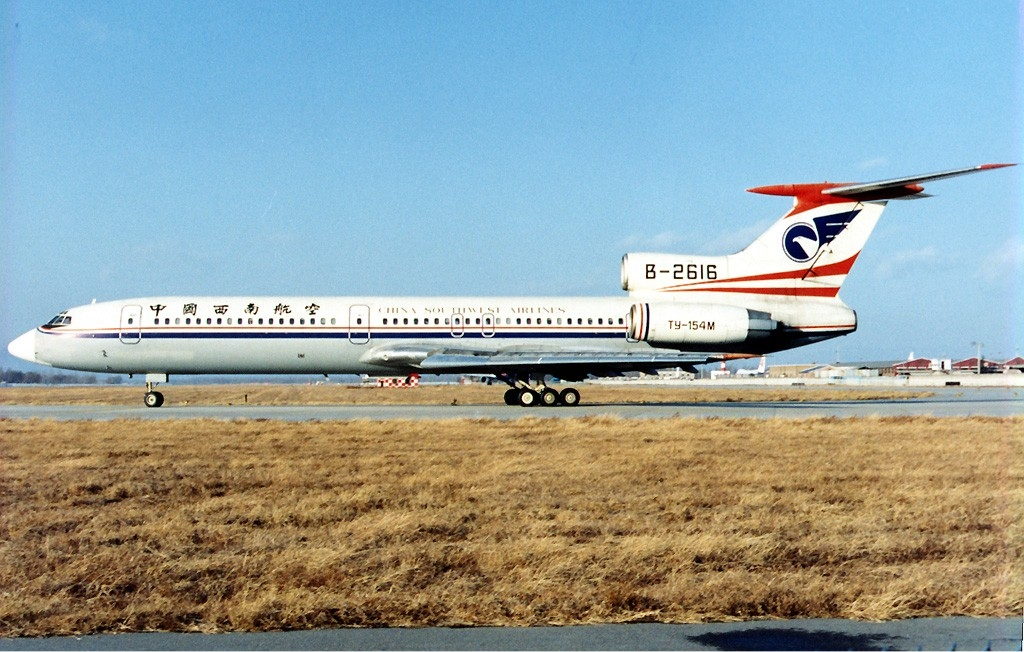
Tupolev Tu-154M der China Southwest Airlines

Vor der Fusion mit Air China hatte China Southwest Airlines folgende Flugzeugtypen in ihrer Flotte:
- Boeing 737-300
- Boeing 737-600
- Boeing 737-800
- Boeing 757-200
- Airbus A340-300

## Zwischenfälle
- Am 18. Januar 1988 stürzte eine Iljuschin Il-18 der China Southwest Airlines (Luftfahrzeugkennzeichen B-222) während des Landeanfluges auf den Flughafen Chongqing-Baishiyi etwa 32 Kilometer vor dem Ziel ab. Ursache war das Abreißen eines Triebwerks und der Ausfall eines weiteren. Alle 108 Menschen an Bord (10 Besatzungsmitglieder und 98 Passagiere) kamen dabei ums Leben (siehe auch China-Southwest-Airlines-Flug 4146).[1]

- Am 2. Oktober 1990 kollidierte auf dem Flughafen Guangzhou-Baiyun (alt) eine entführte Boeing 737-247 der Xiamen Airlines (B-2510) mit zwei anderen Flugzeugen. Als die Piloten wegen Treibstoffmangels notlanden wollten, kam es in der Landephase zu einem Handgemenge mit dem Entführer, worauf die Maschine hart aufsetzte und von der Landebahn abkam. Sie kollidierte mit einer geparkten Boeing 707 der China Southwest Airlines (B-2402) und einer Boeing 757-21B der China Southern Airlines (B-2812), deren Piloten auf die Startfreigabe warteten. In der außer Kontrolle geratenen Boeing 737 wurden 82 der 102 Menschen an Bord getötet, in der Boeing 757 kamen 46 von 122 Insassen ums Leben. In der Boeing 707 überlebte das einzige an Bord befindliche Besatzungsmitglied Alle drei Maschinen wurden zerstört (siehe auch Xiamen-Airlines-Flug 8301).[2][3][4]

- Am 24. Februar 1999 stürzte eine Tupolew Tu-154 (B-2622) während des Landeanfluges auf den Flughafen Wenzhou nahezu senkrecht auf ein Feld. Alle 61 Passagiere und Besatzungsmitglieder kamen ums Leben. Ursache war ein Wartungsfehler am Höhenruder (siehe auch China-Southwest-Airlines-Flug 4509).[5]